# Alexander Michailowitsch Belosselski

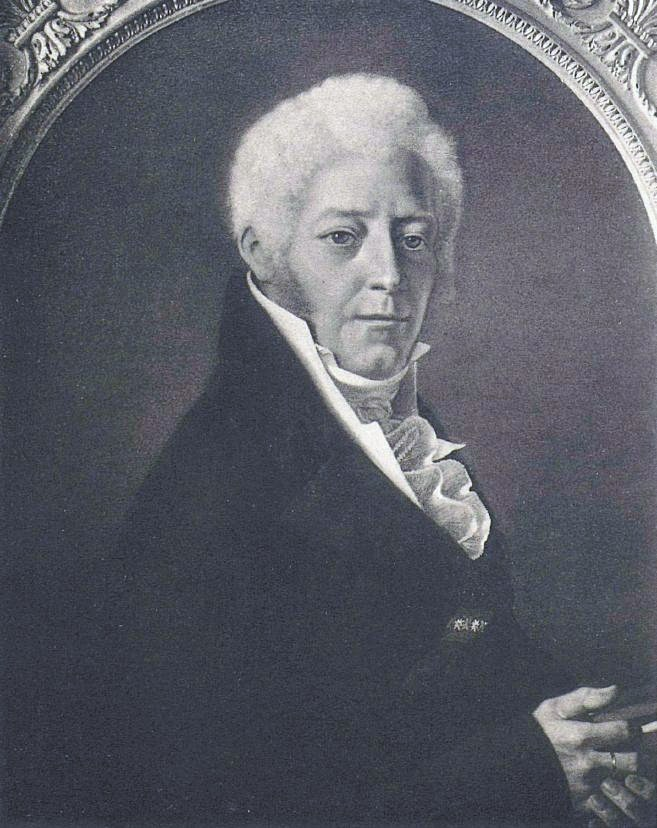
Alexander Michailowitsch Belosselski-Beloserski, um 1800

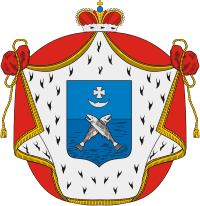
Das Familienwappen

Alexander Michailowitsch Belosselski, auch Belosselski-Beloserski (russisch Александр Михайлович Белосельский-Белозерский) (* 1752 in Sankt Petersburg; † 26. Dezember 1809 ebenda) war ein russischer Fürst, Diplomat und Philosoph. 

## Leben

### Herkunft

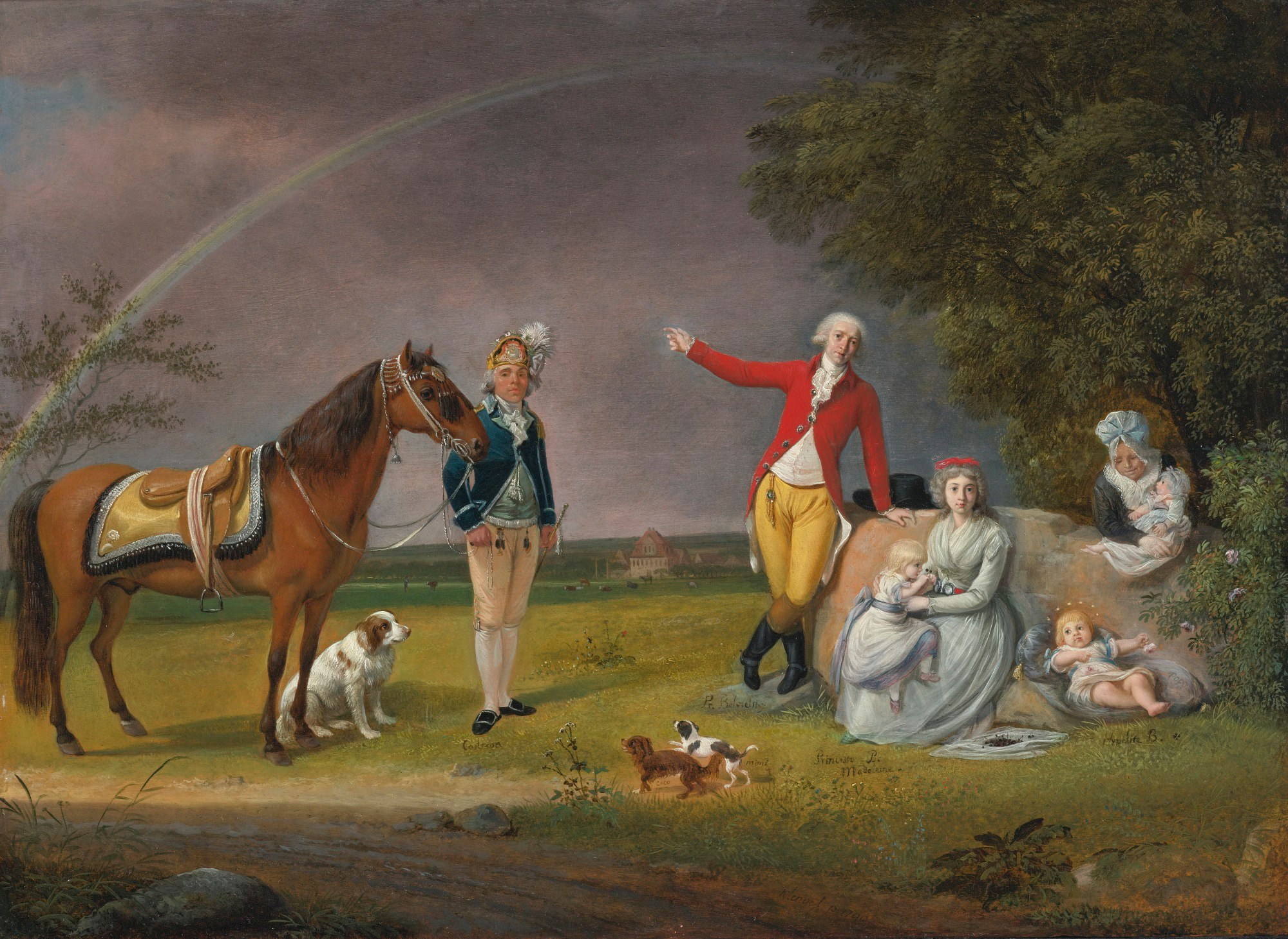
Belosselski mit seiner ersten Ehefrau Warwara Tatischtschewa (Gemälde von Johann Christian Klengel)

Alexander Belosselski war der Sohn des Vizeadmirals Michail Andrejewitsch Belosselski (1702–1755) und dessen zweiter Ehefrau Natalja Grigorjewna Tschernyschowa (1711–1760).

### Werdegang
Er wuchs in London unter Aufsicht eines Onkels mütterlicherseits, des Flottenadmirals Graf Iwan Grigorjewitsch Tschernyschow, auf. Später ging er nach Berlin, wo er von Dieudonné Thiébault, Professor und Sekretär Friedrichs II., Privatunterricht erhielt. In einem russischen Eliteregiment, dem Ismailowski Leibgarde-Regiment, absolvierte er eine mehrjährige militärische Ausbildung als Kavallerist. 1775 bis 1778 bereiste er Frankreich und Italien, um dann im Jahr 1779 als Nachfolger seines verstorbenen Bruders Andrej im Rang eines Kammerjunkers als kaiserlich-russischer Gesandter an den kurfürstlich-sächsischen Hof in Dresden entsandt zu werden. 1789 bis 1793 war er Gesandter am königlich-sardinischen Hof in Turin. Danach lebte er wieder in Russland.  An der Fontanka, einem linken Nebenarm der Newa in Sankt Petersburg, entstand im Jahr 1797 das Palais der Familie Belosselski-Beloserski.
Belosselski korrespondierte unter anderem mit Voltaire, Beaumarchais, Marmontel und Goethe. Der Philosoph Immanuel Kant, obgleich als zurückhaltender Briefschreiber bekannt, führte im Sommer 1792 mit Belosselski einen Briefwechsel. Dort thematisierte Kant das Denkvermögen und schrieb über die Urteilskraft, sie sei das Vermögen, seinen Verstand in concreto zu beweisen. Belosselski hatte zuvor im Jahre 1790 aus Dresden sein Werk La Dianyologie ou tableau philosophique de l’entendement an Kant nach Königsberg gesandt. Belosselski selbst teilte das Urteilsvermögen (l’intelligence universelle) in verschiedene Unterkategorien (spheres).
1809 wurde er Ehrenmitglied der Russischen Akademie der Wissenschaften in Sankt Petersburg.

### Familie
Belosselski war seit dem Jahr 1786 in erster Ehe mit Warwara Jakowlewna Tatischtschewa (1764–1792) verheiratet. Aus dieser Verbindung entstammten die Kinder Maria (1787–1857), Natalja (1788–1813), Sinaida (1789–1862), die in Dresden geboren wurde, und Ippolit (1790–1792).
Seine zweite Ehefrau seit dem Jahr 1795 war Anna Grigorjewna Kosizkaja (1773–1846), Tochter Jekaterina Kosizkajas. Das Paar hatte drei Kinder: Esper (1802–1846), Jekaterina (1804–1861) und Jelisaweta (1805–1824).

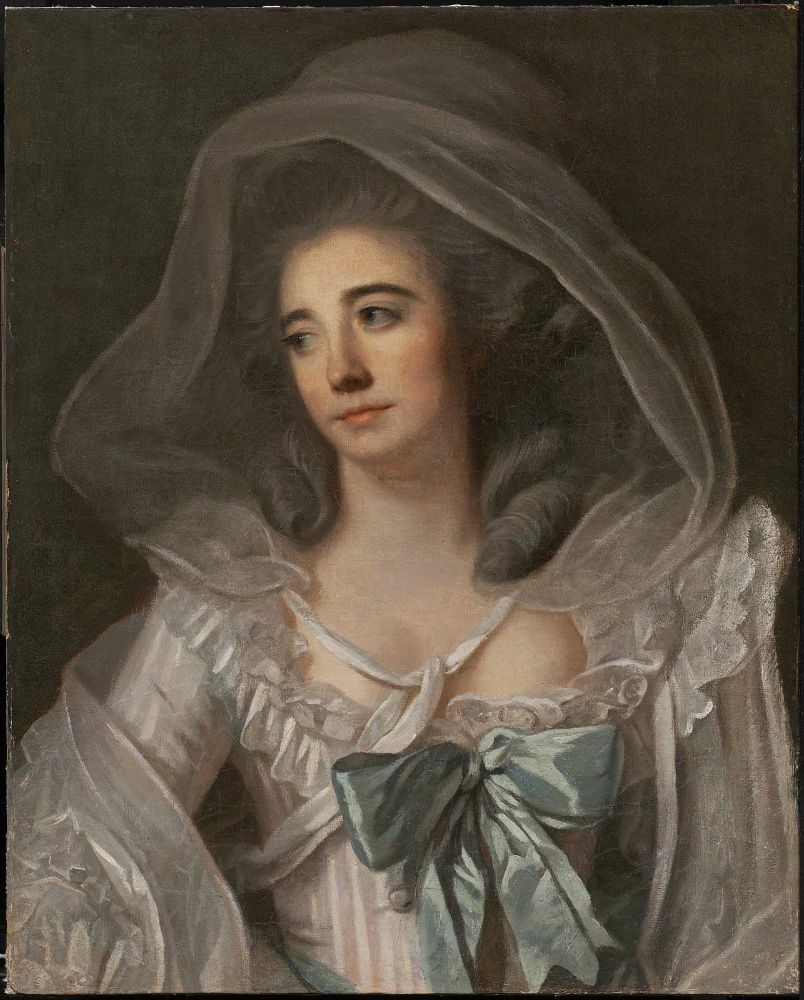
Die zweite Ehefrau Anna Kosizkaja

## Werke (Auswahl)
- De la musique en Italie. 1778.
- Poésies françaises d’un prince étranger. 1789.
- Dianyologie ou tableau philosophique de l’entendement (Дианиология или Философская картина интеллекта). 1790.
- Olinka oder Die erste Liebe (Олинька или первоначальная любовь). 1796. (Libretto zur gleichnamigen Opéra comique)